# لئو وانتا
لئو امیل وانتا (زاده ۱۹۴۰) مامور آمریکایی بود که در نقشه سازمان سیا برای بی ثبات کردن اقتصاد شوروی در سال ۱۹۹۰ نقش داشت. وانتا رئیس یک شرکت اقتصادی بود، این شرکت متعلق به دولت آمریکا است که تمرکز آن بر صادارات کالا است و در شهر کارسون در ایالت نوادا واقع شده است. در سال ۱۹۹۸ وانتا در تلاش بود تا با انتقال هزاران اسلحه برونینگ های‌پاور بتواند نام و هویت نظامی پانامایی برا دولت جرج هربرت واکر بوش بدست بیاورد. 
پیتر رداوای در کتاب خود با نام "تراژدی اصلاحات روسیه" عنوان می کند که چیزی نمانده بود که وانتا بتواند امضای بوریس یلتسین، گنادی بوربولیس و ایوان سیلایف را برای راه اندازی خط اعتباری ۱۴۰ میلیون روبلی به منظور سرمایه گذاری در اقتصاد روسیه را بدست بیاورد، ولی اطلاعاتی که ماموران دولت آمریکا مبنی بر تحت پیگرد بودن او به دلیل کلاه برداری در زمینه کارت ها اعتباری باعث شد این قرارداد در آخرین لحظه ها به هم بخورد. او همچنین در این کتاب ادعا می کند که وانتا در هر مورد از کلاه برداری که در زمینه کارت های اعتباری رخ می داد مورد بازخواست قرار می گرفت. 